# Шиленьга (деревня)
Ши́леньга — сельский населённый пункт в Виноградовском районе Архангельской области России. Входит в состав Осиновского сельского поселения.

## География
Шиленьга находится немного в стороне от основного русла Северной Двины на правом берегу Шилингского Полоя при впадении в него реки Шиленьга, напротив — Шилингский остров (Шиленьгская Согра). До Архангельска по реке — 318 км и 12 километров до Березника. Ниже Шиленьги по течению Северной Двины располагается село Осиново, а выше — деревни Прилук и Корбала. На левом берегу Сев. Двины находится деревня Наволок. Фактически есть несколько деревень: Красная Горка, Большой Двор, Исаков Двор, Нюпахна и Кулига.
Через Шиленьгу проходит автотрасса «Усть-Ваеньга — Осиново — Шиленьга — Корбала — Ростовское — Конецгорье — Рочегда — Кургомень — Топса — Сергеевская — Сельменьга — Борок — Фалюки».

## История
Известно, что в 1471 году в битве на реке Шиленьге, московская рать одержала победу над новгородцами, в результате чего, под власть Москвы перешли земли по Двине, вплоть до устья.
В XIX веке часть жителей села занималась бурлачеством.
После упразднения Шилингско-Прилуцкой волости в 1924 году, Шиленьга вошла в состав Усть-Важской волости.

## Население
| 2002 | 2010 | 2012 |
| ---- | ---- | ---- |
| 21   | ↘5   | ↗8   |

Численность населения деревни, по данным Всероссийской переписи населения 2010 года, составляетла 5 человек. В 2009 году было 12 человек, в том числе 6 пенсионеров. В 1888 году в 9 деревнях Шиленьгского прихода проживало 918 душ обоего пола.

## Этимология
Название Шиленьга, очевидно чудского происхождения. Формант «-еньга» означает река.

## Топографические карты
- Топографическая карта P-38-39,40. (Лист Березник)
- Шиленьга и Прилук на Wikimapia
- Шиленьга. Публичная кадастровая карта. Архивировано из оригинала 5 марта 2016 года.